# Lennard Sowah
Lennard Adjetey Sowah (ur. 23 sierpnia 1992 w Hamburgu) – niemiecki piłkarz ghańskiego pochodzenia występujący na pozycji obrońcy. Wychowanek SC Urania Hamburg, w swojej karierze grał także w takich zespołach jak Hamburger SV II, Millwall, Vestsjælland, Hamilton Academical oraz Heart of Midlothian. Były młodzieżowy reprezentant Niemiec.